# Palais Gise
Pour les articles homonymes, voir Arco.

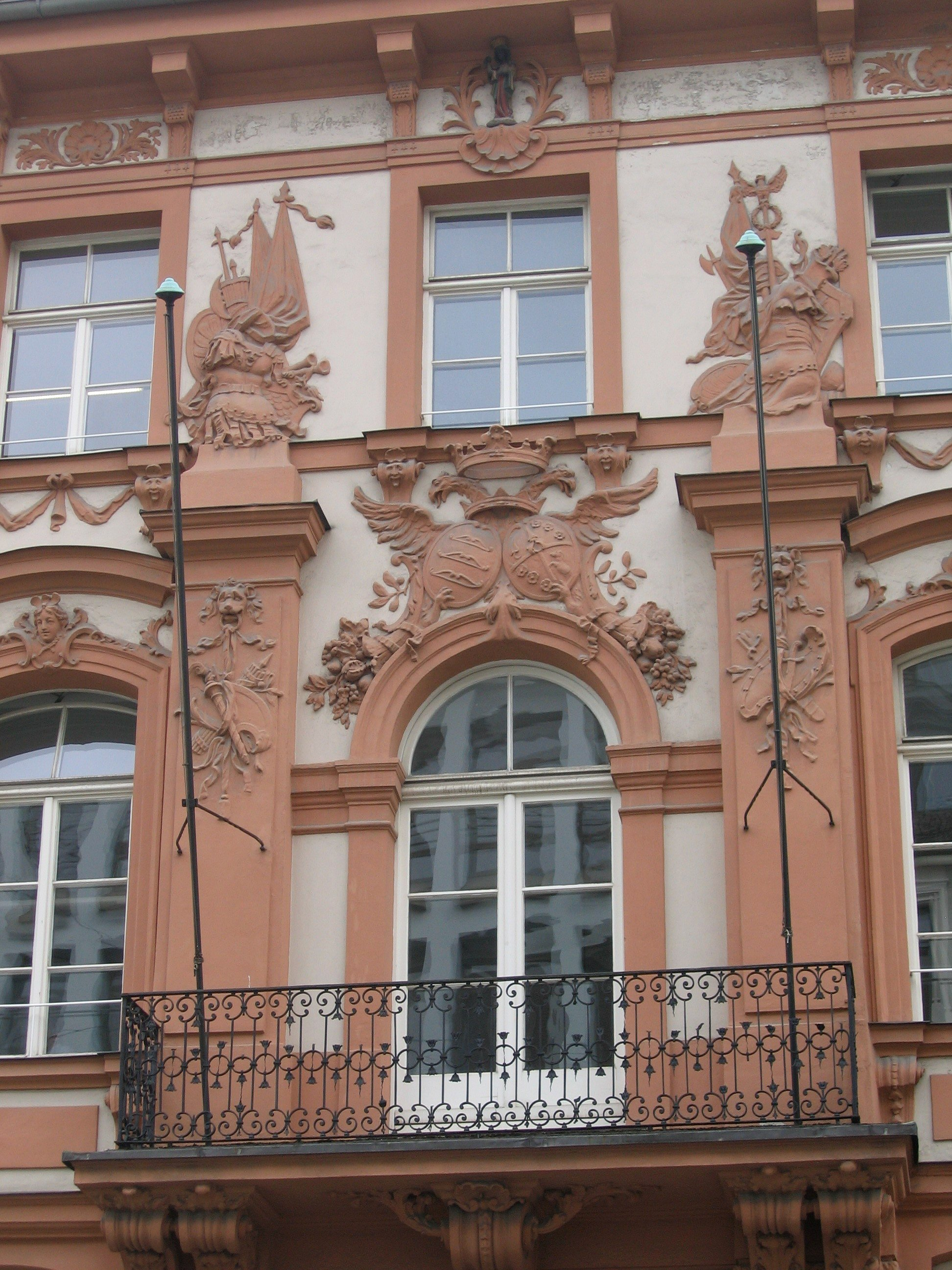
Détail du Palais Gise

Le Palais Gise (également appelé Palais Arco) est un palais de ville de style rococo tardif situé à Munich, à côté du Palais Seinsheim. Il a probablement été construit vers 1760/1765 selon les plans de l'architecte de la cour de Munich, Karl Albert von Lespilliez, et est un monument classé.

## Description
Il s'agit d'un des meilleurs exemples du rococo tardif à Munich. L'influence de François de Cuvilliés, dont l'élève était Lespilliez, est ici clairement visible. En raison des destructions causées par la Seconde Guerre mondiale, seule la façade, ornée de nombreux éléments en stuc, a pu être conservée dans son état original.

## Propriétaires
Le palais appartenait tout d'abord aux comtes de Taufkirchen, avant d’être attribué en 1831 aux comtes von Arco. En 1837, le baron Friedrich August von Gise l’achète pour 33 000 florins. Il resta dans sa famille jusqu'en 1906, après quoi il fut transféré successivement à diverses banques et sociétés.
Aujourd'hui, il abrite notamment le département de la construction et des arts, ainsi que le département  de la passation des marchés de l'archidiocèse ordinaire de Munich-Freising.

## Littérature
- Archives de la ville de Munich (Hrsg. ): Livre de la ville de Munich . Bd. 2 (= trimestre croisé). Oldenburg, Munich 1960.
- Rudolf Reiser: Vieilles maisons - grands noms . 2e, révisé. Aufl., Stiebner, Munich 1988,  (ISBN 3-7654-2187-1) .
- Konstantin Köppelmann (Auteur), Dietlind Pedarnig (Auteur): Münchner Palais , 2016, page 332,  (ISBN 978-3-86906-820-6) .